# Nychiodes almensis
Nychiodes almensis är en fjärilsart som beskrevs av Eugen Wehrli 1941. Nychiodes almensis ingår i släktet Nychiodes och familjen mätare. Inga underarter finns listade i Catalogue of Life.